# Pêche (jeu de cartes)
 (décembre 2021).
Si vous disposez d'ouvrages ou d'articles de référence ou si vous connaissez des sites web de qualité traitant du thème abordé ici, merci de compléter l'article en donnant les références utiles à sa vérifiabilité et en les liant à la section « Notes et références ».
Pour les articles homonymes, voir Pêche.
La pêche est un jeu de cartes qui se joue à deux joueurs ou plus. Le nombre total de jeux de cartes dépend du nombre de joueurs.

## Règles
Après avoir battu toutes les cartes, un joueur distribue cinq cartes à tous les joueurs. Toutes les cartes restantes sont étalées face contre table, elles forment le « lac ».
À tour de rôle, chaque joueur tente de former une (ou plusieurs) paires de cartes de même valeur (par exemple, 2 valets). S'il y parvient, il dépose cette paire sur la table près de lui, dans son « seau ». Elles ne peuvent plus servir pour le reste de la partie.
Il y a deux façons pour former une paire :
1. Sa main contient au moins deux cartes de même valeur. Il les dépose dans son « seau ». Il joue à nouveau ;
2. Sa main ne contient pas une paire. Il demande au joueur de son choix s'il possède une carte de son jeu (par exemple, un valet), il n'a pas le droit de demander une carte qu'il ne possède pas :
  - Si le joueur choisi lui donne la ou les cartes, le demandeur forme une paire qu'il dépose dans son « seau ». Il joue à nouveau ;
  - Si le joueur choisi n'en possède pas, le demandeur « pêche » une carte dans le « lac ». C'est au tour du prochain joueur.

Le gagnant est celui qui n'a plus de cartes dans sa main ou, tout dépendant de la version jouée, celui qui a le plus grand nombre de paires dans son « seau ».
Le joueur qui prend note des valeurs qui manquent dans le jeu des adversaires ainsi que les valeurs demandées possède un avantage.

## Variantes
Chaque joueur doit former un carré de cartes (par exemple, 4 valets) avant de les déposer dans son « seau ».